# ان‌بی‌ای ۲کی
ان‌بی‌ای ۲کی (به انگلیسی: NBA 2K) مجموعه‌ای از بازی‌های ویدئویی شبیه‌سازی بسکتبال است که توسط ویژوال کانسپتس توسعه یافته و از ۱۹۹۹ هر سال منتشر می‌شود. هدف این مجموعه شبیه‌سازی ورزش بسکتبال و به‌طور خاص، ان‌بی‌ای است.
این مجموعه در ابتدا توسط سگا منتشر شد. از سال ۲۰۰۵، توسط ۲کی منتشر شده‌است. تا سال ۲۰۲۴، این مجموعه از بیست و پنج بازی اصلی و چندین عنوان اسپین آف در هجده پلتفرم مختلف تشکیل شده‌است.

## گیم‌پلی
سری ان‌بی‌ای ۲کی در هر بازی اتحادیه ملی بسکتبال را شبیه‌سازی می‌کند و نسبت به بازی‌های قبلی پیشرفت‌هایی را ارائه می‌دهد؛ بنابراین، گیم‌پلی یک بازی معمولی بسکتبال است که بازی‌باز کنترل یک بازیکن یا کل یک تیم را در اختیار دارد. قوانین بر اساس قوانین بسکتبال و محیط بازی، شبیه بازی‌های واقعی ان‌بی‌ای است. حالت‌های مختلف بازی در این مجموعه وجود دارد که تنوع گیم پلی را نشان می‌دهد.

## عنوان‌ها
| عنوان                        | جلد نسخه اصلی    | جلد نسخه اصلی         | جلد نسخه ویژه | جلد نسخه ویژه |
| عنوان                        | بازیکن           | تیم                   | بازیکن        | تیم           |
| ---------------------------- | ---------------- | --------------------- | ------------- | ------------- |
| ان‌بی‌ای ۲کی                   | آلن آیورسن       | فیلادلفیا سونتی‌سیکسرز |               |               |
| ان‌بی‌ای ۲کی۱                  | آلن آیورسن       | فیلادلفیا سونتی‌سیکسرز |               |               |
| ان‌بی‌ای ۲کی۲                  | آلن آیورسن       | فیلادلفیا سونتی‌سیکسرز |               |               |
| ان‌بی‌ای ۲کی۳                  | آلن آیورسن       | فیلادلفیا سونتی‌سیکسرز |               |               |
| ای‌اس‌پی‌ان ان‌بی‌ای بسکتبال ۲کی۴ | آلن آیورسن       | فیلادلفیا سونتی‌سیکسرز |               |               |
| ای‌اس‌پی‌ان ان‌بی‌ای ۲کی۵         | بن والاس         | دیترویت پیستونز       |               |               |
| ان‌بی‌ای ۲کی۶                  | شکیل اونیل       | میامی هیت             |               |               |
| ان‌بی‌ای ۲کی۷                  | شکیل اونیل       | میامی هیت             |               |               |
| ان‌بی‌ای ۲کی۸                  | کریس پاول        | نیو اورلینز پلیکانز   |               |               |
| ان‌بی‌ای ۲کی۹                  | کوین گارنت       | بوستون سلتیکس         |               |               |
| ان‌بی‌ای ۲کی۱۰                 | کوبی برایانت     | لس آنجلس لیکرز        |               |               |
| ان‌بی‌ای ۲کی۱۱                 | مایکل جردن       | شیکاگو بولز           |               |               |
| ان‌بی‌ای ۲کی۱۲                 | مایکل جردن       | شیکاگو بولز           |               |               |
| ان‌بی‌ای ۲کی۱۲                 | لری برد          | بوستون سلتیکس         |               |               |
| ان‌بی‌ای ۲کی۱۲                 | مجیک جانسون      | لس آنجلس لیکرز        |               |               |
| ان‌بی‌ای ۲کی۱۳                 | دریک رز          | شیکاگو بولز           |               |               |
| ان‌بی‌ای ۲کی۱۳                 | بلیک گریفین      | لس آنجلس کلیپرز       |               |               |
| ان‌بی‌ای ۲کی۱۳                 | کوین دورانت      | اکلاهما سیتی تاندر    |               |               |
| ان‌بی‌ای ۲کی۱۴                 | لبرون جیمز       | میامی هیت             |               |               |
| ان‌بی‌ای ۲کی۱۵                 | کوین دورانت      | اکلاهما سیتی تاندر    |               |               |
| ان‌بی‌ای ۲کی۱۶                 | استفن کری        | گلدن استیت واریرز     |               |               |
| ان‌بی‌ای ۲کی۱۶                 | جیمز هاردن       | هیوستون راکتس         |               |               |
| ان‌بی‌ای ۲کی۱۶                 | انتونی دیویس     | نیو اورلینز پلیکانز   |               |               |
| ان‌بی‌ای ۲کی۱۷                 | پال جرج          | ایندیانا پیسرز        |               |               |
| ان‌بی‌ای ۲کی۱۸                 | کایری اروینگ     | بوستون سلتیکس         |               |               |
| ان‌بی‌ای ۲کی۱۹                 | یانیس آنتتوکومپو | میلواکی باکس          |               |               |
| ان‌بی‌ای ۲کی۲۰                 | انتونی دیویس     | لس آنجلس لیکرز        |               |               |
| ان‌بی‌ای ۲کی۲۱                 | دیمین لیلارد     | پورتلند تریل بلیزرز   |               |               |
| ان‌بی‌ای ۲کی۲۱                 | زاین ویلیامسن    | نیو اورلینز پلیکانز   |               |               |
| ان‌بی‌ای ۲کی۲۲                 | لوکا دانچیچ      | دالاس ماوریکس         |               |               |
| ان‌بی‌ای ۲کی۲۳                 | دوین بوکر        | فینیکس سانز           |               |               |
| ان‌بی‌ای ۲کی۲۴                 | کوبی برایانت     | لس آنجلس لیکرز        |               |               |
| ان‌بی‌ای ۲کی۲۵                 | جیسون تیتوم      | بوستون سلتیکس         |               |               |
| اسپین آف‌ها                   |                  |                       |               |               |
| NBA 2K10 Draft Combine       |                  |                       |               |               |
| NBA 2K Playgrounds           |                  |                       |               |               |
| NBA 2K Playgrounds 2         |                  |                       |               |               |
| NBA 2K Mobile                |                  |                       |               |               |
| NBA SuperCard                |                  |                       |               |               |